# Ryes
Ryes je naselje in občina v severozahodnem francoskem departmaju Calvados regije Spodnje Normandije. Leta 2011 je naselje imelo 494 prebivalcev.

## Geografija
Kraj se nahaja v pokrajini Normandiji 8 km severovzhodno od Bayeuxa.

## Uprava
Ryes je sedež istoimenskega kantona, v katerega so poleg njegove vključene še občine Arromanches-les-Bains, Asnelles, Banville, Bazenville, Colombiers-sur-Seulles, Commes, Crépon, Esquay-sur-Seulles, Graye-sur-Mer, Longues-sur-Mer, Magny-en-Bessin, Le Manoir, Manvieux, Meuvaines, Port-en-Bessin-Huppain, Saint-Côme-de-Fresné, Sainte-Croix-sur-Mer, Sommervieu, Tierceville, Tracy-sur-Mer, Vaux-sur-Aure, Ver-sur-Mer, Vienne-en-Bessin in Villiers-le-Sec z 12.108 prebivalci.
Kanton Ryes je sestavni del okrožja Bayeux.

## Zanimivosti
- cerkev sv. Martina iz 12. in 13. stoletja, od 1840 francoski zgodovinski spomenik,
- britansko vojaško pokopališče.